# Marija Tichwinska
Marija Swietowna Tichwinska (ros. Мария Световна Тихвинская, ur. 24 lutego 1970 w Leningradzie) – rosyjska snowboardzistka, wicemistrzyni świata.

## Kariera
W zawodach Pucharu Świata zadebiutowała 23 listopada 1996 roku w Zell am See, zajmując 18. miejsce w gigancie. Tym samym już w swoim debiucie wywalczyła pierwsze pucharowe punkty. Pierwszy raz na podium zawodów tego cyklu stanęła 6 grudnia 1997 roku w Sestriere, kończąc rywalizację w snowcrossie na drugiej pozycji. W zawodach tych rozdzieliła dwie Austriaczki: Manuelę Riegler i Ursulę Fingerlos. W kolejnych startach jeszcze trzy razy stawała na podium zawodów PŚ: 14 stycznia 2001 roku w Morzine była trzecia w snowcrossie, a 6 września 2001 roku w Valle Nevado i 18 stycznia 2002 roku w Bardonecchii zajmowała drugie miejsce w tej samej konkurencji. Najlepsze wyniki osiągnęła w sezonie 2001/2002, kiedy to zajęła 8. miejsce w klasyfikacji generalnej. Ponadto w sezonie 1997/1998 była trzecia w klasyfikacji snowcrossu.
Jej największym sukcesem jest srebrny medal w snowcrossie na mistrzostwach świata w Berchtesgaden w 1999 roku. Uplasowała się tam między dwoma Francuzkami: Julie Pomagalski i Olivię Guerry. Była też między innymi piąta w snowcrossie podczas  mistrzostw świata w Madonna di Campiglio w 2001 roku. Rok później brała udział w igrzyskach olimpijskich w Salt Lake City, zajmując 15. miejsce w gigancie równoległym.

## Osiągnięcia

### Igrzyska olimpijskie
| Miejsce | Dzień     | Rok  | Miejscowość    | Konkurencja       | Zwycięzca      |
| ------- | --------- | ---- | -------------- | ----------------- | -------------- |
| 15.     | 15 lutego | 2002 | Salt Lake City | Gigant równoległy | Isabelle Blanc |

### Mistrzostwa świata
| Miejsce | Dzień       | Rok  | Miejscowość          | Konkurencja       | Zwycięzca                   |
| ------- | ----------- | ---- | -------------------- | ----------------- | --------------------------- |
| 40.     | 21 stycznia | 1997 | San Candido          | Gigant            | Sondra van Ert              |
| 16.     | 23 stycznia | 1997 | San Candido          | Slalom            | Heidi Renoth                |
| 27.     | 25 stycznia | 1997 | San Candido          | Slalom równoległy | Dagmar Mair unter der Eggen |
| 32.     | 12 stycznia | 1999 | Berchtesgaden        | Gigant            | Margherita Parini           |
| 22.     | 12 stycznia | 1999 | Berchtesgaden        | Gigant równoległy | Isabelle Blanc              |
| 49.     | 12 stycznia | 1999 | Berchtesgaden        | Slalom równoległy | Marion Posch                |
| 2.      | 12 stycznia | 1999 | Berchtesgaden        | Snowboardcross    | Julie Pomagalski            |
| 19.     | 23 stycznia | 2001 | Madonna di Campiglio | Gigant            | Karine Ruby                 |
| 29.     | 24 stycznia | 2001 | Madonna di Campiglio | Gigant równoległy | Ursula Bruhin               |
| 14.     | 26 stycznia | 2001 | Madonna di Campiglio | Slalom równoległy | Karine Ruby                 |
| 5.      | 28 stycznia | 2001 | Madonna di Campiglio | Snowboardcross    | Karine Ruby                 |
| 34.     | 13 stycznia | 2003 | Kreischberg          | Gigant równoległy | Ursula Bruhin               |
| 26.     | 15 stycznia | 2003 | Kreischberg          | Slalom równoległy | Isabelle Blanc              |
| 12.     | 19 stycznia | 2003 | Kreischberg          | Snowboardcross    | Karine Ruby                 |

### Puchar Świata

#### Miejsca w klasyfikacji generalnej
- sezon 1996/1997: 85.
- sezon 1997/1998: 15.
- sezon 1998/1999: 38.
- sezon 1999/2000: 36.
- sezon 2000/2001: 24.
- sezon 2001/2002: 8.
- sezon 2002/2003: 15.
- sezon 2003/2004: -

#### Miejsca na podium
1. Sestriere – 6 grudnia 1997 (snowcross) – 2. miejsce
2. Morzine – 14 stycznia 2001 (snowcross) – 3. miejsce
3. Valle Nevado – 6 września 2001 (snowcross) – 2. miejsce
4. Bardonecchia – 18 stycznia 2002 (snowcross) – 2. miejsce